# Mercurialis huetii
Mercurialis huetii es una especie de planta perteneciente a la familia Euphorbiaceae.

## Descripción
Es una planta anual dioica –raramente se encuentran individuos hermafroditas–, glabra, en general unicaule, de un verde ± obscuro. Tallos de (3)5-15(25) cm, erectos, delgados, herbáceos o algo lignificados en la base, muy ramificados, con ramas generalmente patentes. Hojas de (8)10-20(30) x (5)6-8(10) mm, regularmente esparcidas, verdes, planas, de ovadas a linear-lanceoladas, atenuadas en la base, agudas u obtusas, enteras o raramente dentadas –6-10 dientes, obtusos, de poco aparentes a claramente marcados–; pecíolo de 5-10 mm, casi de la mitad de longitud que el limbo o mayor; estípulas estrechamente triangulares, agudas, aplicadas. Flores masculinas sentadas, (10-15) agrupadas en 1-2(3) glomérulos separados entre sí, sobre una inflorescencia espiciforme axilar que sobrepasa las hojas, con pedúnculo 5-6 veces más largo que el conjunto de las flores; flores femeninas axilares solitarias o en grupos hasta de 4, sentadas o cortamente pedunculadas, muy raramente dispuestas –en plantas hermafroditas– entre las flores masculinas. Sépalos c. 1,5 mm, ovados, glabros, verdes. Ovario en general con 2 carpelos, por excepción 3-4. Fruto 1,5-1,6 x 2- 2,5 mm, lateralmente liso, muricado-peloso tan solo en la costilla dorsal; pedúnculo c. 10 mm en la madurez, más corto que las hojas. Semillas 1,8-2 x 1,4-1,6 mm, lisas o levemente reticuladas, grisáceas. 2n = 16*.

## Distribución y hábitat
Se encuentra en lugares rupícolas, en grietas y fisuras de rocas de naturaleza caliza o dolomítica, poco o nada ruderalizadas; a una altitud de 10-1500 metros. Endémica del Mediterráneo occidental, desde el E de Italia, SE de Francia, S de España y Norte de África. Mitad oriental de la península ibérica e Islas Baleares (Ibiza). 

## Taxonomía
Mercurialis huetii fue descrita por Hippolyte Hanry y publicado en Billotia 1: 21. 1864.
Etimología
Mercurialis: nombre genérico que hace referencia a Mercurio, dios del comercio en la mitología romana, a quien se atribuye el descubrimiento de las propiedades medicinales de esta planta.
huetii: epíteto
Sinonimia
- Mercurialis annua var. huetii (Hanry) Müll.Arg.
- Mercurialis annua f. huetii (Hanry) Pax & K.Hoffm.
- Mercurialis annua subsp. huetii (Hanry) Lange
- Mercurialis ovata subsp. huetii (Hanry) Nyman[3][4]